# Slaget om Monte Cassino
Slaget om Monte Cassino (som egentligen var fyra slag) betraktas som ett av de blodigaste slagen under andra världskriget och var det största som de västallierade utkämpade mot Nazityskland på någon front. Det ägde rum mellan den 17 januari och den 19 maj 1944 runt berget och klostret Monte Cassino i Italien, från Apenninernas centralmassiv via Lirisdalen till kusten vid Tyrrenska havet.
Monte Cassino hade ända sedan antiken genom sitt strategiska läge varit utsatt för belägringar och strider. I slutet av 1943 hade de tyska trupperna under ledning av generalfältmarskalk Albert Kesselring lyckats etablera en ny huvudförsvarslinje kallad Gustavlinjen söder om Rom. De allierade under ledning av sin överbefälhavare i Medelhavsområdet, general Harold Alexander och chefen för amerikanska 5:e armén, generallöjtnant Mark Clark planerade att bryta igenom Gustavlinjen vid Monte Cassino för att kunna förenas med de trupper som fanns i fickan vid Anzio och därefter inta Rom.

## Första slaget, 17–25 januari
17 januari gick allierade trupper till angrepp mot tyska ställningar runt staden och berget. På grund av de väl utbyggda försvarsställningarna kunde de tyska trupperna tillfoga de anfallande amerikanska trupperna svåra förluster och anfallet stoppades. De amerikanska trupperna avlöstes i en andra anfallsvåg av trupper från Nya Zeeland i ytterligare ett försök att erövra staden och klostret, som utsattes för svår artilleribeskjutning för att bland annat förstöra en radiostation, som man trodde fanns i klostret.

## Andra slaget, 15–18 februari
De allierade trodde att klostret på bergets topp var besatt av tyska fallskärmsjägartrupper och man satte in ett massivt flyganfall med 229 amerikanska bombplan som fällde 435 ton spräng- och brandbomber över klostret. Efter den påföljande artilleribeskjutningen var klostret förvandlat till en hög av bråte. Den tyska fallskärmsjägartruppen hade inte besatt klostret utan hade iordningställt försvarsanläggningar cirka 300 meter därifrån längs bergssluttningarna. Redan tidigt hade generalfältmarskalk Kesselring i en order förbjudit tyska trupper att iordningställa försvarsställningar i klostret. Klostrets oersättliga konstskatter och dess biblioteks samling av mycket gamla böcker och historiska dokument hade förts i säkerhet till Rom.
När klostret var raserat intogs ruinhögarna av tyska soldater, som iordningställde försvarsställningar och därigenom kunde hålla stånd i ytterligare tre månader.

## Tredje slaget, 15–25 mars
15 mars utsattes ruinerna på nytt för bomber och granater vilket följdes av nya anfallsförsök. Det täta tyska försvaret höll stånd och en ny period av uppladdning började.

## Fjärde slaget, 11–19 maj
Polska 2:a kåren understödd av indiska trupper genomförde ett första anfall den 11–12 maj och det fick bland annat till följd att den brittiska 8:e armén under befäl av general Sir Oliver Leese kunde bryta igenom de tyska linjerna i floden Liris dalgång nedanför klostret
Den andra attacken 17–19 maj genomfördes med stora förluster av de polska trupperna under ledning av general Władysław Anders och de var assisterade av ett marockanskt bergsförband, som genom ett flankerande anfall lyckades medverka till att tvinga den tyska fallskärmsjägardivisionen att lämna sina ställningar.

## Marsch mot Rom
Resultatet av de fyra månader långa striderna vid Monte Cassino blev att de brittiska och amerikanska divisionerna kunde påbörja sin marsch mot Rom, som intogs av de allierade 4 juni samtidigt som de tyska trupperna lämnade staden.

## Monte Cassino i dag

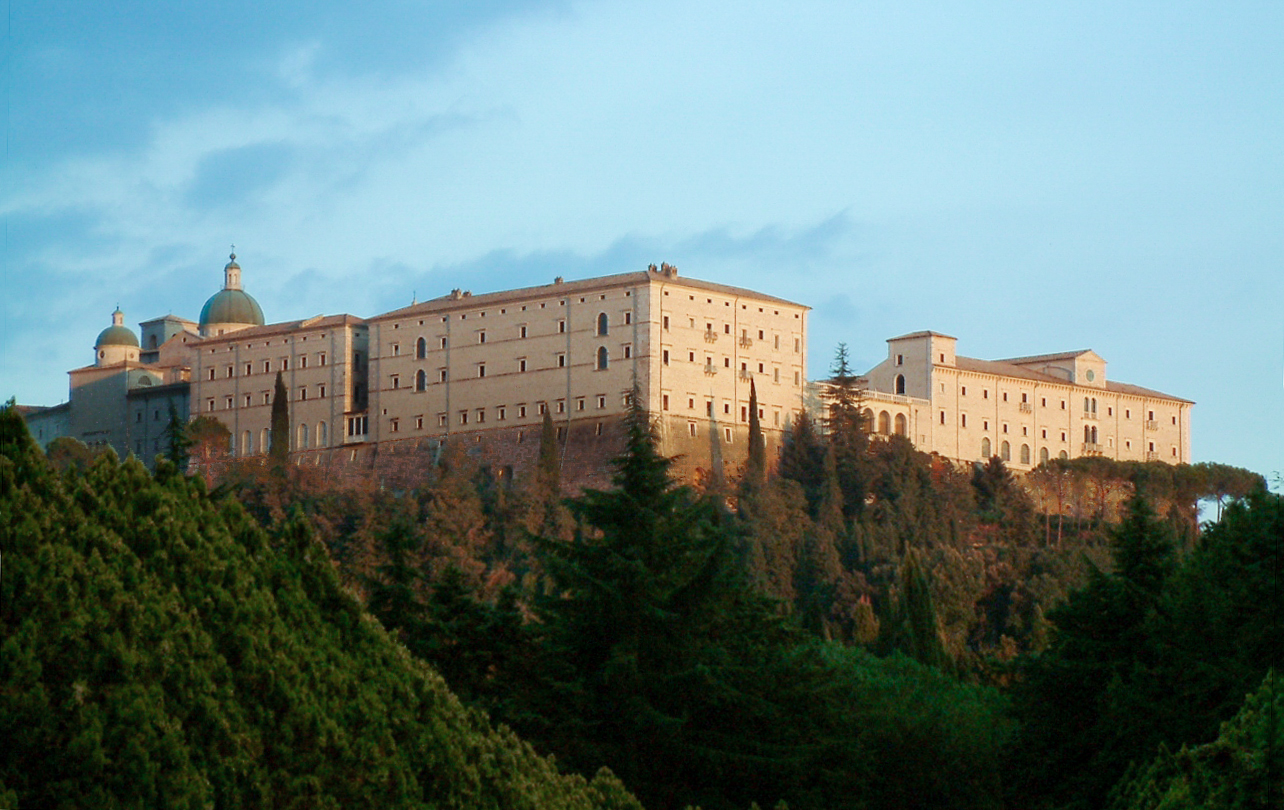
Det återuppbyggda klostret på Monte Cassino.

Klostret på Monte Cassino var ursprungligen Benediktinordens moderkloster, som grundades 529 av Benedikt av Nursia. Klostret har genom århundradena utsatts för härjningar och förstördes totalt av en jordbävning 1349. Det kloster som utplånades 1944 var uppfört under 1500-talet–1700-talet. Återuppbyggnaden påbörjades 1951, och det nyinvigdes av påven Paulus VI 1964, av det historiska klostret återstår ingenting.

## Slaget i kulturen
Det svenska hårdrocksbandet Sabatons låt Union (Slopes of St. Benedict) på skivan Art of war handlar om slaget.
Även på plattan " Heroes" som kom ut 2014 besjungs slaget i låten "To hell and back".
Det amerikanska spelföretaget Avalon Hill publicerade 1987 konfliktspelet Thunder at Cassino, vilket behandlar det tredje slaget.